# (524457) 2002 FW6
REDIRECT Liste des planètes mineures (524001-525000)